# Distretto di Ağaçören
Il distretto di Ağaçören (in turco Ağaçören ilçesi) è uno dei distretti della provincia di Aksaray, in Turchia.